# Paik Seung-ho
Paik Seung-ho ( em coreano:  백승호; Seul, 17 de março de 1997) é um futebolista sul-coreano que atua como meio-campista. Atualmente defende o Birmingham City e a Seleção Sul-Coreana.

## Vida
Em 2009, como membro da Seoul Daedong Elementary School, ele jogou 18 partidas na Elementary Weekend League e marcou 30 gols. Desde então, ele tem recebido atenção como uma excelente perspectiva, ganhando o 22º Grande Prêmio de Futebol Cha Bum-keun . Em dezembro, ele participou da 1ª Copa Juvenil Coréia-Catalunha em Barcelona, Espanha, como membro da seleção sul-coreana de futebol sub-14, e recebeu uma oferta de contrato como resultado de seu desempenho impressionante. Jogou pelo Maetan Middle School, time juvenil Sub-15 do Suwon Samsung Bluewings até março de 2010, antes de se mudar para o time juvenil Sub 13 do Barcelona, Infantil A, em abril de 2010. Em julho de 2011, Paik assinou um contrato de cinco anos com a equipe juvenil do Barcelona, deixando-o com o uniforme do Barcelona até os 19 anos No entanto, em fevereiro de 2013, a FIFA suspendeu seis jogadores, incluindo Paik, da equipe juvenil do Barcelona, por violar o Artigo 19 das Regras da FIFA que fez Paik não participar das partidas oficiais do Barcelona até janeiro de 2016. Após a liberação da ação disciplinar em janeiro de 2016, ele jogou ativamente pelo Barcelona Juvenile A, e fez sua estreia profissional no dia 21 de fevereiro, como reserva na partida da Segunda Divisão B contra o Levante aos 45 minutos do segundo tempo.
Começando a jogar futebol desde maio de 2005 em uma academia de futebol, Paik recebeu o prêmio MVP no time juvenil e o prêmio MVP da Associação Coreana de Futebol (KFA) no time juvenil pela primeira vez aos 11 anos. Enquanto jogava no time juvenil do Barcelona aos 13 anos, esperava-se que ele ingressasse no Barcelona pela primeira vez como jogador coreano.

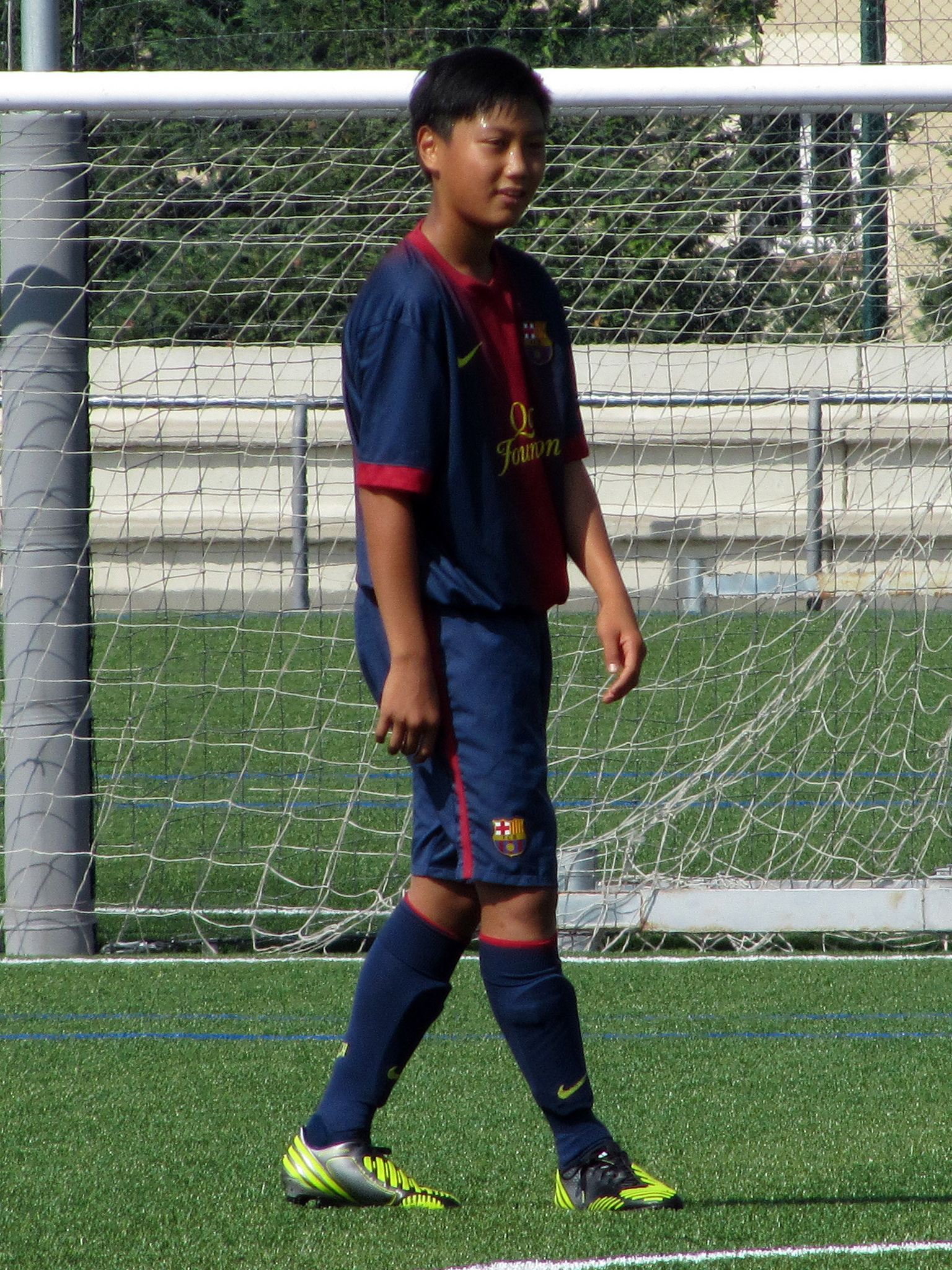
Paik em 2012

## Carreira

### Girona
Ele jogou pelo Barcelona como jogador juvenil por sete anos, mas teve dificuldade em competir na seleção principal. Em 21 de julho de 2017, ingressou no Girona e jogou pelo Peralada, time reserva de Girona na época, na Segunda Divisão B. Estreou-se pela primeira vez em 10 de janeiro de 2019 na Copa del Rey.

### Jeonbuk Hyundai Motors
Voltou para sua terra natal, Coreia do Sul, em março de 2021, ingressando no Jeonbuk Hyundai Motors.

## Seleção
Ele fez sua estreia na seleção da Coreia do Sul em 11 de junho de 2019, em um amistoso contra o Irã, como titular. Fez um bonito gol nas oitavas de final da Copa do Mundo de 2022 na derrota por 4 a 1 da seleção sul-coreana para o Brasil no Estádio 974.